# تروي جونسون
تروي جونسون (1 أكتوبر 1997 في نيوزيلندا - ) (بالإنجليزية: Troy Johnson)‏ هو لاعب كريكت نيوزلندي.

## وصلات خارجية
- تروي جونسون على موقع إي آس بي آن كريك إنفو (الإنجليزية)